# Parafia Nawiedzenia Matki Bożej w Lyonie
Parafia Nawiedzenia Matki Bożej – jedna z dwóch pierwotnie etnicznie greckich parafii prawosławnych w Lyonie. Nabożeństwa odbywają się w wynajętym kościele Saint Just w Lyonie. 
Parafia powstała w 1966 i odróżniała się od innych parafii w Lyonie używaniem języka francuskiego w liturgii. Obecnie wśród jej wiernych są emigranci greccy, konwertyci narodowości francuskiej oraz Rumuni. 
Przy parafii prowadzony jest warsztat ikonograficzny św. Tekli.